# Mamoudou Nagnalen Barry
Pour les articles homonymes, voir Barry.
Mamoudou Nagnalen Barry, est un activiste et homme politique guinéen.
Il est Ministre de l'Agriculture et de l'élevage au sein du gouvernement dirigé par Mohamed Béavogui du 29 octobre 2021, puis celle de Bernard Goumou du 20 août 2022 au 19 février 2024.

## Biographie et études

### Études
Mamadou Nagnalen Barry a fait ses études pré-universitaire au lycée Morifindjan Diabaté de Kankan puis l'université général Lansana Conté (UGLC) d'où il est sorti major de sa promotion avec pour spécialité économie et finance
En 2013, il est bénéficiaire d'une bourse du gouvernement japonais et des institutions de Bretton Woods pour passer un diplôme d’études post-universitaires au centre de développement économique de Williams Collège, Massachusetts (États-Unis). Doctorant en administration des affaires à l’Académie des Sciences de Management de Paris (ASMP) en partenariat avec l'école de management BEM de Dakar, il est aussi détenteur d’un autre master en stratégie financière et d’une licence en droit, après avoir validé les cours de comptabilité approfondie et du droit fiscal du cursus d’expertise comptable de l’INTEC Paris.

## Parcours professionnel
Mamoudou Nagnalen Barry a travaillé dans l'audit, les finances, l'économie, l'enseignement, dans plusieurs institutions nationales et internationales, publiques et privées, à la fois sur l'Afrique et l'Asie du Sud-Est notamment en Indonésie, au Vietnam, en Irak, au Liban, au Kenya, en RDC, au Tchad, au Burkina Faso, en Côte d’Ivoire, au Bénin, en Guinée-Bissau et en république de Guinée.
Auparavant, il était consultant pour la Société Financière Internationale (IFC) à Conakry. il a travaillé en tant qu’Expert National en Investissement pour le Programme des Nations unies pour le Développement (PNUD), sous financement de la Banque Africaine de Développement, en assistance technique au sein de l’Agence de Promotion des Investissements Privés en Guinée (APIP-Guinée). Il avait auparavant travaillé à la Banque Centrale de la République de Guinée (BCRG) en qualité de Superviseur Bancaire/Inspecteur
Avant d'être ministre, il était spécialiste en développement des questions financières de la banque mondiale à Washington.
Il est nommé par décret le 29 octobre Ministre de l'Agriculture et de l'élevage.
Le 19 février 2024, le gouvernement Bernard Goumou dont il est membre est dissout par le Comité national du rassemblement pour le développement (CNRD).
Le 22 avril 2025, il est nommé président du conseil d’administration de la compagnie TransGuinéen (CTG).

## Activiste
Mamoudou Nagnalen Barry est un activiste de première rang du Mouvement FNDC, en tant que conseiller sur les questions techniques et stratégiques du mouvement jusqu'à sa nomination le 29 octobre 2021 en tant que ministre et il se retire officiellement du mouvement anti-troisième mandat.
Auparavant, il est un lauréat du Mandela Washington Fellowship par la Maison Blanche et l’Ambassade des États-Unis en Guinée en 2015 pour participer au programme de jeunes leaders africains YALI initié par le président Barack Obama.
Cofondateur de l'ONG organisation pour le changement positif.

## Ouvrages
- 2016 : L'école des pauvres et des riches, Roman publié au édition l'harmattan Guinée;
- 2020 : L'odeur de l'argent, Roman publié au édition l'harmattan Guinée[10];
- 2024 : Guinée, indiscipline financière et opportunités manquées au édition l'harmattan Guinée[11].

## Vie privée
Il est le frère cadet de l'ancien ministre des sports Siaka Barry.